# Основно училище „Христо Ботев“ (Вардун)
Основно училище „Христо Ботев“ е основно училище в село Вардун, община Търговище, разположено на адрес: ул. „Христо Ботев“ №32. Директор на училището е Нихат Билялов.

## История
Училището е наследник на килийното училище в селото, основано през 1838 г. То било построено в сапунджийницата на Ариф ага. Даскал Георги от Тракия започнал да обучава 38 момчета да четат, написвал урока на специална дъсчица – „панакида“.
По инициатива на учителя Иван Свинаров през 1842 г. е построено училище с две стаи непосредствено до старата църква, като по този начин се създава базата на взаимното училище.
През 1862 г. постъпва като учител Атанас Димитров Гаджалов (даскал Танас) от Сливен. Той успява да убеди вардунци да построят ново училище. Събрали средства от селото (около 40 000 гроша). Сградата на училището била завършена през 1864 г. Тя била модерна за времето си и с фугирани червени тухли.
Даскал Танас написва на сградата откъм улицата:
| „ | „На учението корените са горчиви, ала плодовете му са сладки”. „Почитай баща си и майка си, за да ти бъде добре и да живееш много години на земята”. | “ |

Даскал Танас въвежда Бел-Ланкастерския метод на обучение. До Освобождението на България от османско робство трайни следи оставят учителите: Георги Данчов от Сливен, Сава Моллов от Еленския край, Дончо Труфев от Вардун. Първата жена учителка във Вардун е госпожа Кирила.
В края на 19 век и началото на 20 век във вардунското училище са били разкрити: І, ІІ, ІІІ, ІV отделения и І прогимназиален клас. До 1935 г. то се нарича Народно основно училище.

### след 1935 г.
През 1935 г. вардунци построяват сградата, в която и днес се провеждат учебни занятия. На 1 февруари 1936 г. след коледната ваканция учениците се преместват в новата училищна сграда. Патрон на училището става Христо Ботев.
През учебната 1952/1953 г. се въвежда четирисрочна система на обучение и годишни изпити за ІV, V, VІ клас. Учениците от VІІ клас не се ползват с освобождаване от матуритетните предмети. Същата година училището е водоснабдено и е завършена училищната баня. Учениците вземат участие в изкопаването на водопроводния канал.
През 1961 г. училището е електрифицирано. През 1960/1961 г. се разкрива VІІІ клас и общежитие към училището. В V, VІ и VІІ клас в училището учат и ученици от селата Копрец и Пролаз.
През 1964/1965 г. учениците от общежитието, помещаващо се в три частни къщи, са настанени в първия етаж на строящото се ново общежитие. В летописната книга (1946 – 1980) на училището е записана интересна история за посрещането на Самарското знаме и другите бойни знамена на 29 януари 1971 г.
През 1972 г. е изградена географска площадка, която е била най-хубавата в североизточна България. На 1 – 2 април 1974 г. на нея се провежда географски практикум на тема: „Работа на географската площадка и наблюдение на родния край“.

## Директори
Директори на училището през годините са:
- Георги Кабакчиев (1935 – 1949)
- Стойчо Папуров (1949 – 1962)
- Тошо Петров (1962 – 1967)
- Белчо Желев (1967 – 1986)
- Добрин Николов (1986 – 1987)
- Мария Богданова (1987 – 1990)
- Стефан Златков (1990 – 1992)
- Хасан Ибрямов (1993 – 2015)
- Нихат Билялов (от 2015 г.)

## Отличия
Училището е награждавано с орден „Св. св. Кирил и Методий“ – II степен и два пъти с орден „Св. св. Кирил и Методий“ – І степен.